# Sylvan Grove
Sylvan Grove es un área no incorporada ubicada en el condado de Clearfield en el estado estadounidense de Pensilvania. Sylvan Grove se encuentra ubicada en el municipio de Cooper.

## Geografía
Sylvan Grove se encuentra ubicada en las coordenadas 41°01′46″N 78°09′16″O / 41.02944, -78.15444.